# Ганцфрид, Шломо
Шломо бен Йосеф (Соломон бен-Иосиф) Ганцфрид (идиш ‎и ивр. שלמה גאנצפריד‎; 1804, Унгвар, теперь Ужгород — 30 июля 1886, Унгвар) — ортодоксальный раввин, автор книг по еврейскому религиозному закону. Самая известная из них — «Кицур Шулхан Арух».

## Биография
Когда Шломо было 8 лет, он осиротел, и главный раввин Унгвара взял его на воспитание. После женитьбы зарабатывал виноторговлей. В 1830 году оставил коммерцию и стал раввином. В 30 лет выпустил свою первую книгу — «Кесэт ха-софер», посвященную законам написания свитков Торы, тефилин и мезуз. Раввин Моше Софер, признанный галахический авторитет евреев Венгрии, объявил эту книгу обязательной для изучения профессии софера.
В 1849 году раввин Шломо Ганцфрид возвратился в Унгвар и стал главой религиозного суда местной общины. В 1864 году он выпустил краткий сборник необходимых в повседневной жизни законов и назвал его «Кицур Шулхан Арух». Книга выдержала 14 прижизненных изданий.
Шломо Ганцфрид умер в ночь шаббата 28 тамуза 5646 года / 30 июля 1886 года. Его могила в Ужгороде является местом паломничества.

## Труды
1. «Pеne Schelomoh» (Жолкиев, 1846) — новеллы к трактату Бава Батра.
2. «Кицур Шулхан Арух» — популярно изложенный компендий ритуального кодекса (издававшийся неоднократно на евр. языке и жаргоне)[6].
3. «Lechem we-Simla» — трактат ο менструации (1861)[6].
4. «Apirjon Schelomo» — комментарий на Пятикнижие (1864)[6].
5. молитвенник, неоднократно издававшийся[6].
6. «Torath Sebach» — законы ο резке скота и птиц (1869)[6].
7. «Kesset hа-Sofer» — руководство для писцов Торы (1878)[6].
8. «Ohole Sehem» (1878) — ономатологическиe указания для писания евр. имен в разводных актах с дополнениями к книге «Tib Gittin»[6].
9. «Mikse la-Ohel» — возражение критикам по поводу «Ohele Sсhem»[6].

В рукописи сохранились новеллы к разным талмудическим трактатам, заметки к кодексу «Chaje Adam» Авраама Данцига и респонсы.

## Память
По мотивам (с сохранением самого существенного) «Кицур шулхан арух» выходили и другие книги под тем же названием — все они основаны на кодексе, составленном Шломо Ганцфридом, например:
- «Кицур шулхан арух», Иерусалим, 5773 / 2013, издательство «Шамир», вышедший из печати уже в XXI веке (в предисловии составители подчёркивают, что их книга основана на книге Шломо Ганцфрида).